# Rita Lee: uma autobiografia
Rita Lee: uma autobiografia é um livro de memórias escrito pela cantora e compositora brasileira Rita Lee e publicado originalmente em novembro de 2016. O livro foi recebido positivamente pela crítica, sendo considerado um "ensinamento à classe artística" por um jornalista. Em fevereiro de 2017, após quatro meses no topo da lista de obras de não-ficção mais vendidas - mais de duzentos mil exemplares, no total - foi anunciado que a autobiografia seria publicada em Portugal em abril de 2017. O livro ganhou o prêmio de melhor biografia da Associação Paulista de Críticos de Artes de 2016, sendo a cantora premiada na mesma cerimônia por seus trabalhos no campo da música popular. Escrita por Rita, a narrativa tem a participação do jornalista e estudioso do legado cultural da artista, Guilherme Samora, no papel de Phantom. O "fantasminha" aponta alguns esquecimentos ou alguma data mais precisa - de forma bem-humorada - quando Rita não se lembra de algum dado. 